# Coulterella
Coulterella é um género botânico pertencente à família Asteraceae.